# Hypotacha retracta
Hypotacha retracta är en fjärilsart som beskrevs av George Francis Hampson 1902. Hypotacha retracta ingår i släktet Hypotacha och familjen nattflyn. Inga underarter finns listade i Catalogue of Life.